# GranDucato Parma Rugby
Il GranDucato Parma Rugby è stata una franchigia italiana di rugby a 15 di Parma e Colorno, con sede a Colorno.
La franchigia nacque nel 2010 dall'unione delle squadre seniores di GRAN Parma, Colorno e Viadana. Il club aveva sede in via Ferrari 24 a Colorno, in provincia di Parma, ed il suo presidente era Cosetta Falavigna. Gli impianti da gioco utilizzati erano lo stadio XXV Aprile, con capienza 2.500 posti, e lo stadio Gino Maini di Colorno, come impianto alternativo.

## Storia

### La nascita del GRAN Rugby, il Super 10 e la Challenge Cup
Il 14 luglio 1999 Amatori Parma e Noceto annunciarono il progetto di fusione delle loro prime squadre, con acquisizione del titolo sportivo dell'Amatori in serie A/2. Il consorzio fu chiamato GrAN Rugby, che, al primo anno di vita sotto la presidenza di Francesco Ruffolo, guadagnò subito la promozione in serie A1, dominando la poule promozione con 8 vittorie su 10 partite. Al primo anno in A1 il GRAN si classifica secondo nelle poule salvezza, dopo il 5º posto della prima fase, guadagnando la partecipazione al Super 10 dalla stagione successiva.
Con l'avvento del Super 10, l'era del professionismo, i parmensi partecipano per la prima volta alle coppe europee, esordendo in European Challenge Cup a Caerphilly; mentre, per la prima vittoria, bisogna attendere la stagione successiva, quando allo stadio Lanfranchi di viale Piacenza, il GRAN ha la meglio sui francesi del Pau con il punteggio di 21 a 16. Successivamente il club parteciperà ad ogni stagione alle coppe europee fino al 2008, anno dell'ultima apparizione nella Challenge Cup.

### Da GRAN Rugby a GRAN Parma Rugby
Dalla stagione di Super 10 2005-06 Andrea Bandini diventa presidente, la gestione economica e tecnica della Società passa in capo all'Amatori Parma con Noceto che collabora ancora per due stagioni. Al primo anno del nuovo corso societario, la squadra si qualifica al 4º posto al termine della stagione regolare, accedendo per la prima volta ai play-off scudetto, dove gli uomini allenati da Achille Bertoncini vengono sconfitti dal Benetton futuro Campione d'Italia. Negli ultimi anni il GRAN Parma si trova a lottare per la salvezza e nel 2008-09 retrocede sul campo, ma venendo ripescato per la stagione successiva durante la quale ottiene la matematica salvezza all'ultima giornata di campionato.

### Il GranDucato Parma Rugby
Nell'estate 2010 l'entrata del Benetton e della franchigia delle Aironi in Celtic League determinano una riforma dei campionati: il Super 10 dà spazio al nuovo campionato semi-professionistico di Eccellenza e l'Amatori Parma è una delle società fondatrici degli Aironi insieme a Colorno, Viadana, socio di maggioranza, ed altre società. Nello stesso anno le tre società decidono di partecipare alche al campionato italiano con il progetto GranDucato Parma Rugby. Il GranDucato Parma partecipa all'Eccellenza 2010-11 classificandosi al 5º posto al termine della stagione regolare e sfiorando l'accesso ai play-off scudetto. Fu la prima ed anche ultima apparizione del club sulla scena nazionale; infatti, al termine della stagione sportiva, il club viene sciolto immediatamente a causa di problemi finanziari ed il titolo sportivo ceduto al Rugby Reggio.

## Cronologia
| Cronistoria del GranDucato Parma Rugby |
| --- |
| - 1999 · Fondazione del GRAN Rugby - 1999-2000 · 2ª in serie A2 girone B, 1ª poule promozione Promozione in serie A1 - 2000-01 · 5ª in serie A1 girone B, 2ª poule salvezza - 2001-02 · 8ª in Super 10 - 2002-03 · 6ª in Super 10 - 2003-04 · 7ª in Super 10 - 2004-05 · 9ª in Super 10 - 2005 · Cambio denominazione in GRAN Parma Rugby. Il club passa interamente sotto la gestione dell'Amatori. - 2005-06 · 4ª in Super 10 - 2006-07 · 5ª in Super 10 - 2007-08 · 9ª in Super 10 - 2008-09 · 10ª in Super 10 Ripescaggio in Super 10 - 2009-10 · 9ª in Super 10 - 2010 · Fondazione del GranDucato Parma Rugby - 2010-11 · 5ª in Eccellenza - 2011 · Il club viene sciolto. Il titolo sportivo viene acquisito dal Rugby Reggio. |

## Allenatori e presidenti
- 1999-2004  Stefano Romagnoli
- 2004-2008  Achille Bertoncini
- 2008-2010  Riaan Mey
- 2010-2011  Roland de Marigny

- 1999-2005  Francesco Ruffolo
- 2005-2011  Andrea Bandini